# Pole grawitacyjne

Przedstawienie pola grawitacyjnego Ziemi i Księżyca (nie w skali). Pole wektorowe (niebieskie) i powiązane z nim pole skalarne (czerwone). Punkt P pomiędzy Ziemią a Księżycem to punkt równowagi

Pole grawitacyjne – pole wytwarzane przez obiekty posiadające masę. Właściwości pola grawitacyjnego pozwalają określić wielkość i kierunek siły grawitacyjnej działającej na znajdujące się w polu ciała posiadające masę. Najbardziej rozwiniętą teorią opisującą pole grawitacyjne i jego związek z cechami przestrzeni jest ogólna teoria względności (OTW), stworzona przez Alberta Einsteina. Prawo grawitacji używane w fizyce klasycznej sformułował angielski uczony Izaak Newton.
Pole opisuje się poprzez określenie wektora natężenia pola grawitacyjnego γ i potencjału grawitacyjnego. Wartość wektora natężenia punktu pola grawitacyjnego jest taka sama jak wartość wektora siły F działającej na masę jednostkową m. Wektory te mają różne punkty zaczepienia. Wektor siły jest zaczepiony w środku masy, w tym przypadku jednostkowej a wektor natężenia jest zaczepiony w punkcie pola czyli w punkcie przestrzeni. Graficznie pole grawitacyjne można przedstawić za pomocą linii pola lub powierzchni ekwipotencjalnych (grawitacja według Newtona) lub krzywizny przestrzeni (grawitacja według Einsteina). Zwrot linii pola jest zgodny ze zwrotem sił działających na masę punktową.
Pole grawitacyjne punktu lub jednorodnej kuli jest polem centralnym. W małym fragmencie przestrzeni, w porównaniu do odległości od centrum grawitacji, pole może być uznane za jednorodne (np. pole przy powierzchni Ziemi).
Natężenie pola grawitacyjnego nieobracającego się ciała jest równe przyspieszeniu grawitacyjnemu.
Pole grawitacyjne jest polem potencjalnym.